# لاشارکاهی
لاشارکاهی یا جلال‌آباد روستایی در دهستان جکیگور بخش مرکزی شهرستان راسک استان سیستان و بلوچستان ایران است.

## جمعیت
بر پایه سرشماری عمومی نفوس و مسکن در سال ۱۳۹۵ جمعیت این روستا ۲۷۱ نفر (۷۰خانوار) بوده‌است.